# Una volta de rosca
Una volta de rosca, en castellà original Otra vuelta de tuerca, Bior bira en basc, és una pel·lícula de terror dirigida per Eloy de la Iglesia estrenada el 1985. es tracta d'una adaptació de la novel·la homònima escrita per Henry James ja adaptada al cinema en anteriors ocasions. Presenta algunes diferències respecte a la novel·la original com el canvi de localització, situant-la en Euskadi, o el canvi del sexe del personatge principal. Ha estat doblada al català.
Interpretada en els seus rols principals per Pedro Mari Sánchez, Queta Claver, Asier Hernández i Cristina Goyanes la pel·lícula va obtenir crítiques molt positives a festivals com el de Sant Sebastià. Tanmateix no va acabar d'obtenir una massiva resposta en taquilla a diferència d'altres produccions del director en aquesta època com El pico o La estanquera de Vallecas.

## Argument
Després de finalitzar una traumàtica i estricta formació al seminari jesuïta de Loiola, Roberto (Pedro Mari Sánchez), un jove seminarista que es veu incapaç de convertir-se en sacerdot, es troba sumit en una mar de dubtes personal.
Per mediació del sacerdot del seu poble (Ramón Reparaz), coneixedor de la seva situació, Roberto rep una oferta de treball del comte local: el comte Echeberría (Luis Iriondo) està buscant un nou tutor i mentor per a la seva neboda de 8 anys, Flora (Cristina Goyanes). Davant l'evidència que necessita el treball per trobar manteniment, accepta el lloc. Aviat viatjarà al seu nou destí: la remota finca del comte, aïllada i al mig del bosc prop de la platja, atesa per la senyora Antonia (Queta Claver), una anciana majordoma, que compta amb un mínim personal.
Al principi no passa cap contratemps i Roberto comença a desenvolupar la seva nova labor, tractant d'adaptar-se. L'arribada del germà gran de Flora, Mikel (Asier Hernández), expulsat de l'escola, altera la vida quotidiana a la casa. També és el detonant perquè es comencin a produir successos inquietants a la casa.
En el seu intent per descobrir la causa per la qual Mikel va ser expulsat, Roberto aviat descobrirà alguns secrets inquietants sobre la seva pròpia homosexualitat, sobre Cristina, la seva antecessora morta en la labor que desenvolupa, i sobre Pere un antic servent del comte que sembla estar a l'aguait als foscos passadissos de la mansió.

## Repartiment
| Actor                  | Personatge          |
| ---------------------- | ------------------- |
| Pedro Mari Sánchez     | Roberto             |
| Queta Claver           | Antonia             |
| Asier Hernández        | Mikel               |
| Cristina Goyanes       | Flora               |
| Ramón Reparaz          | Mossèn              |
| Luis Iriondo           | Comte d'Extxeberría |
| Juan María Segues      |                     |
| Paco Sagarzazu         | Pare de Roberto     |
| Daniel Trepiana        |                     |
| José Javier Goikoetxea | Patxi               |
| Pedro Nieva Parola     | Pedro Braña         |
| Josei Mulder           |                     |

## Producció
Amb una premier realitzada al Festival de Cinema de Chicago de 1985, Otra vuelta de tuerca es va rodar en locacions de Guipúscoa i Sant Sebastià. Coproduïda per Gaurko Filmeak i EITB el film té dues versions: una rodada en castellà amb algunes escenes a l'inici en basc que van ser subtitulades, la qual cosa no era gaire habitual al cinema de l'època, i una altra rodada íntegrament en basc. La pel·lícula va comptar amb finançament de la Conselleria de Cultura del Govern Basc i també del Ministeri de Cultura d'Espanya.
El director va afirmar en entrevistes posteriors que el rodatge va ser complex a causa de la poca compenetració amb l'actor principal, Pedro Mari Sánchez, a qui va valorar expulsar durant el rodatge perquè no volia aportar ni suggerir l'homosexualitat del seu personatge en contra del ressenyat al guió.
| «                                                                                      | Durant tot el rodatge va haver-hi una tensió insalvable entre Pedro Mari Sánchez i jo que posava la pel·lícula en perill cada dia. Vaig estar a punt de canviar-ho quan portàvem diverses setmanes de rodatge i si no ho vaig fer és perquè era econòmicament inviable. Ell no volia compondre un personatge en el qual es veiés en algun moment connotacions homosexuals, cosa que estava ja en el guió. Era impensable que algú que conegués les meves pel·lícules pensés que jo anava a renunciar a això. | » |
| — Eloy de la Iglesia sobre Otra vuelta de tuerca a Conocer a Eloy de la Iglesia (1996) | |   |

## Recepció
Aquesta nova versió de la novel·la d'Henry James va aplegar en el seu moment crítiques favorables en premsa. En els portals especialitzats en cinema també té una consideració majoritàriament positiva dins de la temàtica desenvolupada. IMDb, basant-se en 97 valoracions, li concedeix un 6,4 sobre 10. FilmAffinity Espanya, tenint en compte 399 vots, li atorga un 5,4 sobre 10. En general es destaquen com a punts a valorar la presència d'alguns temes recurrents en la filmografia del director, com les pulsions i relacions homoeròtiques, la realització formal i "acadèmica" o les novetats incorporades en el guió que donen un nou to a la novel·la en què es basa, més elusiva en la seva resolució.
Ángel Fernández Santos, en una crònica escrita el 28 de setembre de 1985 a El País, amb motiu de la seva projecció al 33 Festival de Cinema de Sant Sebastià destaca: "Eloy de la Iglesia sap fer cinema, té instint, un olfacte infal·lible per a visualitzar història i un envejable ofici, que si en anteriors pel·lícules es manifestava només a ràfegues, en aquesta abasta complet el film. Una volta de rosca és una pel·lícula rotundament ben feta, sense cap fallada tècnica o mecànic digne de consideració".
Fabián Molino, el 20 de febrer de 2017 al periòdic ABC amb motiu de la seva emissió en televisió, assenyala: "malgrat alguns bucles narratius i una certa literalitat en els diàlegs (amb la subseqüent dificultat que això comporta per als actors, especialment les criatures), la pel·lícula està molt bé, amb el clima just (entre gòtic i kitsch), sense caure en la inversemblança, a més de la gran fotografia d'Andrés Berenguer, tant en interior -la llum de les espelmes- com en els paisatges guipuscoans. Un injust fracàs de taquilla".".
Josep Escarré, a La Vanguardia, indica: "encara que el resultat està a anys llum del qual en 1961 aconseguís Jack Clayton amb l'adaptació que aquí es va titular Suspense, el film és, sens dubte, un dels més interessants del cineasta basc".
La revista Fotogramas, que li atorga 3 estrelles sobre 5, destaca: "Eloy de la Iglesia va adaptar un to insòlit dins de la seva filmografia. Renunciant a qualsevol estridència, es va limitar a un exercici gairebé acadèmic en el qual va saber captar al caràcter turbador del text. Les seves limitacions provenen precisament d'aquest to excessivament contingut."